# Крісторел
Крісторел (рум. Cristorel) — село у повіті Клуж в Румунії. Входить до складу комуни Ашкілеу.
Село розташоване на відстані 347 км на північний захід від Бухареста, 23 км на північний захід від Клуж-Напоки.

## Населення
За даними перепису населення 2002 року у селі проживали 439 осіб.
Національний склад населення села:
| Національність | Кількість осіб | Відсоток |
| -------------- | -------------- | -------- |
| румуни         | 356            | 81,1%    |
| угорці         | 69             | 15,7%    |
| цигани         | 14             | 3,2%     |

Рідною мовою назвали:
| Мова      | Кількість осіб | Відсоток |
| --------- | -------------- | -------- |
| румунська | 363            | 82,7%    |
| угорська  | 68             | 15,5%    |
| циганська | 8              | 1,8%     |